# 4186 Тамасіма
4186 Тамасіма (4186 Tamashima) — астероїд головного поясу, відкритий 18 лютого 1977 року.
Тіссеранів параметр щодо Юпітера — 3,082.
Названо на честь міста Тамасіма (яп. たましま(玉島) тамасіма).